# Амасифуэн, Николас
Хосе́ Никола́с Амасифуэ́н де Пас (исп. José Nicolás Amasifuén de Paz; род. 5 июля 2005, Лима) — перуанский футболист, защитник клуба «Альянса Лима».

## Клубная карьера
Амасифуэн — воспитанник клуба «Альянса Лима». 16 апреля 2023 года в матче против «Академия Кантолао» он дебютировал в перуанской Премьере. Летом 2024 года Амасифуэн на правах аренды перешёл в «Универсидад Сесар Вальехо». В матче против «Альянса Атлетико» он дебютировал за новую команду. По окончании аренды игрок вернулся в «Альянса Лима».

## Международная карьера
В 2023 году в составе молодёжной сборной Перу Амасифуэн принял участие в молодёжном чемпионате Южной Америки в Колумбии. На турнире он сыграл в матчах против сборных Бразилии, Колумбии, Парагвая и Аргентины.
В 2025 году в составе молодёжной сборной Перу Амасифуэн во второй раз принял участие в молодёжном чемпионате Южной Америки в Венесуэле. На турнире он сыграл в матчах против сборных Парагвая, Венесуэлы, Чили и Уругвая.